# 全日本総合エアロビック選手権大会
全日本総合エアロビック選手権大会（ぜんにほんそうごうエアロビックせんしゅけんたいかい）は、日本エアロビック連盟が主催するエアロビクスダンス競技の全国大会である。正式な大会名は「文部科学大臣杯スズキジャパンカップ（年号）第○回全日本総合エアロビック選手権大会」。

## 概略
1984年、前年に発足された「フィットエアロビック・インターナショナル・アソシエーション日本本部（FIA/JAPAN）」主催により、日本初のエアロビック競技会として「ドールカップ第1回全日本エアロビック選手権大会」開催。
1990年に「スズキワールドカップ世界エアロビック選手権大会」が開始されると、それに連動して翌1991年より冠も「スズキジャパンカップ」に変更された。
大会は都道府県大会・地区大会（6ブロック）・全国大会に分かれて行う。4月から7月までの間の都道府県大会、9月から10月までの地区大会を経て、11月上旬頃に開かれる全国大会に進出する。なお、第33回まで全国大会開催地区（第29回のみ西日本地区、それ以外は東日本地区）大会は全国大会の前日に同一会場で行っていた。第34回からは東日本地区大会が東北大会と統合され、全国大会が2日間開催に変更された。
第28回まで全国大会は東京体育館で開催されたが、第29回は大会史上初となる西日本開催として兵庫県尼崎市のベイコム総合体育館で開催された。第30回は再び東京に戻すが、会場は大田区総合体育館に変わり現在に至る。
一般の部最高得点者には文部科学大臣杯、ユースの部最高得点者にはNHKグローバルメディアサービス杯が授与される。
また、翌年開催のスズキワールドカップ予選も兼ねており、上位入賞者に出場権が与えられる。
2017年の第34回大会より「全日本総合エアロビック選手権大会」に改称。
2024年の第41回大会はスズキ本社所在地の静岡県浜松市にある浜松アリーナで初開催。

## 種目
性別・年齢・人数によって以下に分かれる。
- 男子シングル
- 女子シングル
- ミックス・ペア
- トリオ
- グループ
- ユース（旧AG）2（14〜16歳）男子シングル
- ユースG2女子シングル
- ユース2トリオ
- ユース1（11〜13歳）シングル

## 歴代優勝者
太字は文部科学大臣杯受賞者。

### シニア（旧一般）の部
| 回 | 年   | 全国大会会場       | 男子シングル | 女子シングル | ペア                   | トリオ                           | グループ                                                 |
| -- | ---- | ------------------ | ------------ | ------------ | ---------------------- | -------------------------------- | -------------------------------------------------------- |
| 1  | 1984 |                    | -            | 内田順子     | -                      | -                                | -                                                        |
| 2  | 1985 |                    | -            | 金城栄子     | -                      | -                                | -                                                        |
| 3  | 1986 |                    | 福山恵       | 知念かおる   | -                      | -                                | -                                                        |
| 4  | 1987 |                    | 野村健一郎   | 山崎鈴佳     | -                      | -                                | -                                                        |
| 5  | 1988 |                    | 渡辺俊治郎   | 宇田泰子     | -                      | -                                | -                                                        |
| 6  | 1989 |                    | 服部公成     | 奥田陽子     | -                      | -                                | -                                                        |
| 7  | 1990 |                    | 服部公成     | 福永純子     | 西沢モト／相沢昌子     | -                                | -                                                        |
| 8  | 1991 |                    | 野村健一郎   | 三好千絵     | 山本清文／山本満寿代   | -                                | -                                                        |
| 9  | 1992 | 東京体育館         | 山本清文     | 三好千絵     | 糸川努／雨森陽子       | 古田ちとせ／上原和代／近藤佐知子 | -                                                        |
| 10 | 1993 | 東京体育館         | 野村健一郎   | 伊藤由里子   | 野中千里／川畑喜信     | 野中千里／野間春美／山本真弘     | -                                                        |
| 11 | 1994 | 東京体育館         | 山本清文     | 伊藤由里子   | 野村健一郎／三好千絵   | 山本清文／佐藤寿樹／市川直生     | -                                                        |
| 12 | 1995 | 東京体育館         | 野村健一郎   | 伊藤由里子   | 市川直生／福永純子     | 山本清文／佐藤寿樹／市川直生     | -                                                        |
| 13 | 1996 | 東京体育館         | 沢野弘司     | 伊藤由里子   | 近藤義光／浅見由紀子   | 菊池貴美子／上田真澄／林美樹     | -                                                        |
| 14 | 1997 | 東京体育館         | 上田浩之     | 伊藤由里子   | 川畑喜信／菊池貴美子   | 佐藤久美／渡部浩子／小林祐美     | -                                                        |
| 15 | 1998 | 東京体育館         | 野村健一郎   | 片岡幸子     | 佐藤寿樹／佐藤るみ     | 佐藤久美／渡部浩子／小林祐美     | -                                                        |
| 16 | 1999 | 東京体育館         | 野村健一郎   | 片岡幸子     | 佐藤寿樹／佐藤るみ     | 大村詠一／浜田理子／川上千尋     | -                                                        |
| 17 | 2000 | 東京体育館         | 上田浩之     | 片岡幸子     | 宮田芳美／大村詠一     | 川上千尋／大村詠一／宮田芳美     | -                                                        |
| 18 | 2001 | 東京体育館         | 出口育丈     | 伊藤由里子   | 出口育丈／菊池貴美子   | 向山敬子／松澤泉美／吉山喜代美   | -                                                        |
| 19 | 2002 | 東京体育館         | 出口育丈     | 宮田芳美     | 廣見裕介／茂木利恵子   | 上田浩之／吉山一利／丹憲一       | -                                                        |
| 20 | 2003 | 東京体育館         | 植松雄太     | 伊藤由里子   | 大村詠一／吉田知子     | 武内麻美／宮田芳美／広瀬美智子   | -                                                        |
| 21 | 2004 | 東京体育館         | 菊池健太郎   | 宮田芳美     | 諏訪部和也／伊藤由里子 | 武内麻美／宮田芳美／吉山喜代美   | -                                                        |
| 22 | 2005 | 東京体育館         | 出口育丈     | 宮田芳美     | 沢野弘司／沢野真子     | 武内麻美／宮田芳美／吉山喜代美   | -                                                        |
| 23 | 2006 | 東京体育館         | 菊池健太郎   | 武内麻美     | 沢野弘司／沢野真子     | 大村詠一／大村紗織／大村智美     | -                                                        |
| 24 | 2007 | 東京体育館         | 菊池健太郎   | 武内麻美     | 石田剛之／廣瀬亜須可   | 佐藤詩織／武内麻美／吉山喜代美   | -                                                        |
| 25 | 2008 | 東京体育館         | 大村詠一     | 武内麻美     | 諏訪部和也／高橋愛     | 佐藤詩織／武内麻美／吉山喜代美   | -                                                        |
| 26 | 2009 | 東京体育館         | 諏訪部和也   | 武内麻美     | 諏訪部和也／高橋愛     | 佐藤詩織／武内麻美／吉山喜代美   | -                                                        |
| 27 | 2010 | 東京体育館         | 諏訪部和也   | 武内麻美     | 是枝亮／菖蒲谷真紀     | 大村詠一／大村紗織／大村智美     | -                                                        |
| 28 | 2011 | 東京体育館         | 諏訪部和也   | 武内麻美     | 諏訪部和也／武内麻美   | 大村詠一／大村紗織／大村智美     | -                                                        |
| 29 | 2012 | ベイコム総合体育館 | 大村詠一     | 木代葉子     | 是枝亮／菖蒲谷真紀     | 大村詠一／大村紗織／大村智美     | -                                                        |
| 30 | 2013 | 大田区総合体育館   | 斉藤瑞己     | 小玉真菜     | 金井拓海／佐柄夏葉     | 木代葉子／小玉真菜／酒井まゆ     | -                                                        |
| 31 | 2014 | 大田区総合体育館   | 斉藤瑞己     | 木代葉子     | 金井拓海／佐柄夏葉     | 木代葉子／小玉真菜／酒井まゆ     | -                                                        |
| 32 | 2015 | 大田区総合体育館   | 斉藤瑞己     | 北爪凜々     | 金井拓海／北爪凜々     | 金井拓海／斉藤瑞己／北爪凜々     | -                                                        |
| 33 | 2016 | 大田区総合体育館   | 斉藤瑞己     | 北爪凜々     | 金井拓海／北爪凜々     | 金井拓海／斉藤瑞己／北爪凜々     | -                                                        |
| 34 | 2017 | 大田区総合体育館   | 斉藤瑞己     | 北爪凜々     | 殿下拓海／徳⽥⽇南     | 大庭奈留／⾕夏⾒／東真⾐         | 北村さくら／河野さゆり／小山柚衣子／浜田陽菜／増田りさこ |
| 35 | 2018 | 大田区総合体育館   | 斉藤瑞己     | 北爪凜々     | 殿下拓海／徳⽥⽇南     | 相澤玲美／晒名結奈／柳田綾里咲   | 青山歩樹／坂本恵里菜／鈴木清香／清里香／但馬佑規         |
| 36 | 2019 | 大田区総合体育館   | ⻫藤瑞⼰     | ⾦⼦実楓     | 河合翔／⾦⼦実楓       | 今村菜⼦／上田真穂／鈴⽊⾵菜     |                                                          |
| 37 | 2020 | 大田区総合体育館   | ⻫藤瑞⼰     | 上田真穂     | 河合翔／⾦⼦実楓       | 今村菜⼦／上⽥真穂／鈴⽊⾵菜     | 今村一歩／今村菜子／上田真穂／鈴木風菜／小松田葵         |
| 38 | 2021 | 大田区総合体育館   | 河合翔       | 北爪凜々     | ⻫藤瑞⼰／北⽖凜々     | 今村⼀歩／今村菜⼦／上⽥真穂     | 吉本悠太郎／岡本⿇央／海原百花／中⾕祈粋／⼭元⾥桜       |
| 39 | 2022 | 大田区総合体育館   |              |              | ／                     | ／／                             | ／／／／                                                 |
| 40 | 2023 | 大田区総合体育館   |              |              | ／                     | ／／                             | ／／／／                                                 |
| 41 | 2024 | 浜松アリーナ       |              |              | ／                     | ／／                             | ／／／／                                                 |

## 放送
ドールカップ時代はテレビ東京「ザ・スポーツ」にて放送されていた。
スズキジャパンカップに変更されてからは全国大会の模様がNHKで放送される。
第28回までは約1週間後にNHK総合テレビ(週末午後）で放送されていたが、第29回以降はNHK BS1に移された。